# Le Lieu unique
Pour les articles homonymes, voir Unique.
Le Lieu unique est un centre de culture contemporaine labellisé scène nationale, créé à Nantes le 1er janvier 2000 et installé dans les anciens locaux de la biscuiterie LU, dont les initiales sont aussi celles du centre.

## Présentation

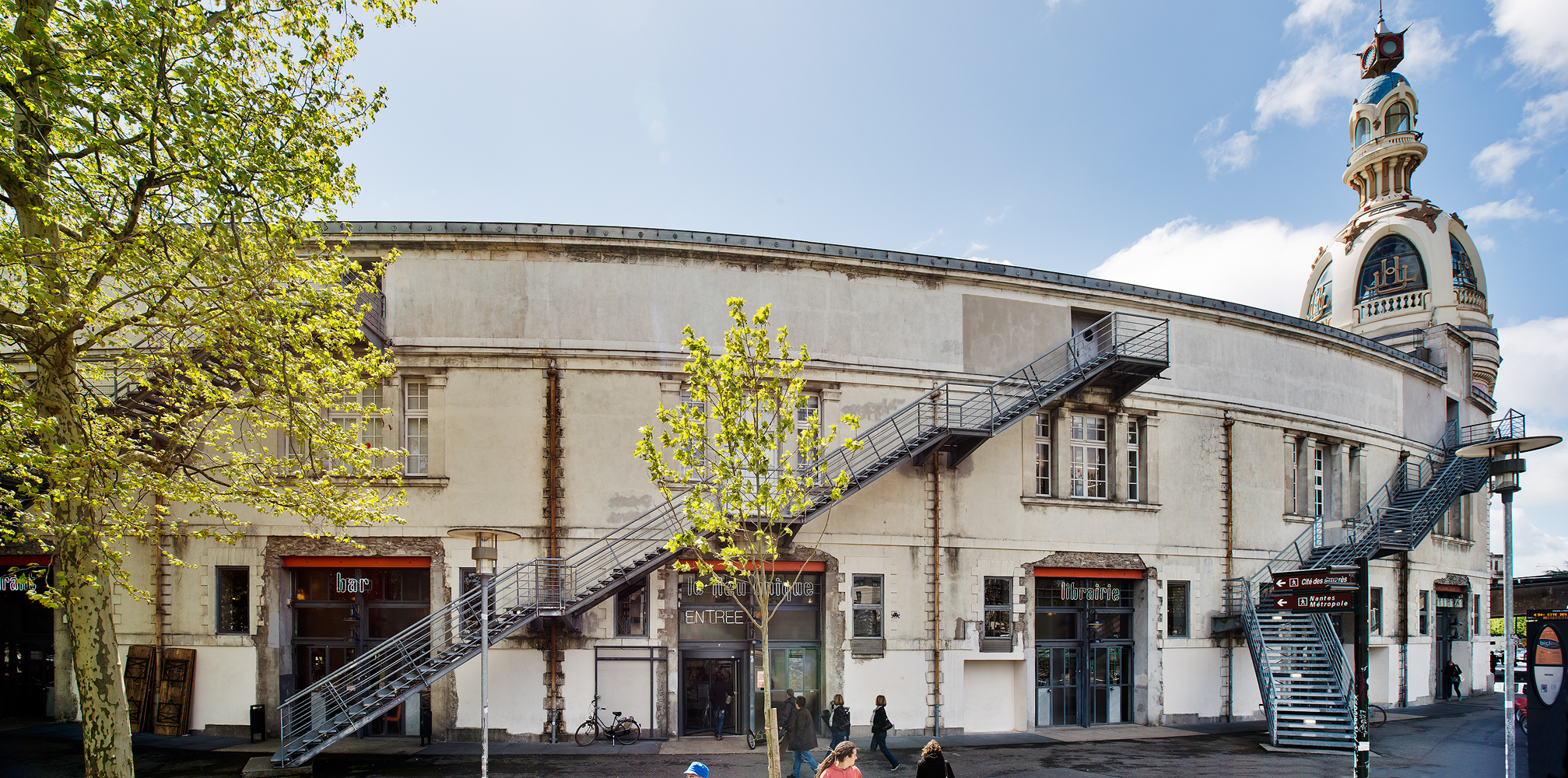
Entrée du Lieu unique, quai Ferdinand-Favre.

Le Lieu unique est situé dans le quartier du Champ-de-Mars, sur les bords du canal Saint-Félix, à l'extrémité est de ce qui était autrefois l'île Gloriette.
Le château des ducs de Bretagne, la cathédrale, le centre des congrès et la gare SNCF se trouvent dans un rayon de moins de 500 mètres. Les bâtiments d'origine, dus à l'architecte Auguste Bluysen, ont été réhabilités par l'architecte Patrick Bouchain après désaffectation de l'usine. Depuis le 30 décembre 1999, on y trouve une scène nationale qui propose des spectacles, concerts, événements, expositions, conférences... ainsi qu'un café/bar/club, un restaurant, un Salon de lecture, une crèche et un hammam.
La direction du lieu unique a été assurée par Jean Blaise depuis l'ouverture du lieu jusqu'en décembre 2010. Entre janvier 2011 et Décembre 2020, le lieu unique est dirigé par Patrick Gyger (nommé en octobre 2010).
À partir d'avril 2021, la direction du LU est assurée par Eli Commins.
La richesse des programmes proposés en fait un lieu important de la vie culturelle nantaise.

## Historique

### L'usine LU (1886-1986)
En 1895, Louis Lefèvre-Utile et sa biscuiterie nantaise Lefèvre-Utile (LU), célèbre pour son Petit Beurre, font bâtir une usine quai Ferdinand-Favre, à Nantes, pour y développer de nouveaux produits.
La construction, toute de béton et de métal, est innovante pour l’époque et les deux magnifiques tours d’angle qui viennent s’y ajouter en 1909 en font un bâtiment emblématique de la ville.
Ces deux tours, édifiées par Auguste Bluysen dans un style proche de l'Art nouveau, ont pour objectif d'affirmer la puissance de l'entreprise en créant une perspective dans le prolongement des cours Saint-Pierre et Saint-André et répondant aux tours du château des ducs de Bretagne. En 1943, les bombardements de la Seconde Guerre mondiale qui ravagent Nantes touchent aussi les tours, mais ne les détruisent pas complètement. Elles seront décapitées lors de grands travaux en 1972, mais seule celle située à l'ouest est entièrement rasée durant les années 1980 pour laisser place à un hôtel.
Le reste de l'usine continue de fonctionner jusqu'à ce que la production et les 450 salariés qui y travaillent soient transférés en 1986 sur le nouveau site de La Haie-Fouassière. L'usine nantaise est alors désaffectée. Ses bâtiments sont progressivement détruits et seule reste l’annexe du quai Ferdinand-Favre.

### La friche et la naissance du projet culturel (1994-2000)
À partir de 1989, des artistes (dont la compagnie Royal de Luxe) s’approprient la friche et en font un lieu de création atypique.
En 1994, le Centre de Recherche et de Développement Culturel (CRDC), propose dans cet incroyable bâtiment désaffecté des manifestations culturelles qui font date : Les Allumées (1990-91-92-93-94) ; Trafics (1996-97) ; Fin de siècle (1997-98-99).
Riche de ces succès, Jean Blaise, alors directeur du CRDC, convainc la ville de Nantes de conserver l’édifice pour le transformer en un lieu de vie et de culture hors du commun, où se côtoieraient les formes d’art les plus innovantes, au cœur de la vie quotidienne des Nantais.
La ville rachète l’annexe Ferdinand-Favre en 1995. La partie sud des bâtiments de la biscuiterie LU sont alors rasés pour laisser la place à un ensemble immobilier bâti autour du nouveau cours du Champ-de-Mars abritant notamment le siège de Nantes Métropole. La partie nord restante (entre l'avenue Carnot, le quai Ferdinand-Favre et la rue de la Biscuiterie), où ont lieu les activités culturelles, est déclarée site protégé et n'est pas détruite.
En 1998 commence un projet de réhabilitation de l’ancienne usine (respectant l’identité industrielle du site) mené par l’architecte Patrick Bouchain et de restauration de la seule tour restante par Jean-Marie Lépinay.
Le CRDC devient « Le Lieu unique » en 2000.

### Le Lieu unique, scène nationale de Nantes (1999 - aujourd'hui)
Le 1er janvier 2000, le lieu unique est inauguré et devient un lieu de vie et d’utopie où la convivialité côtoie les formes de création les plus contemporaines, un espace d’exploration artistique, de bouillonnement culturel qui mélange les genres, les cultures et les publics.
Lors de son ouverture, qui eut lieu le 31 décembre 1999 et coïncidait avec le passage à l’an 2000, une expérience artistique de capsule temporelle dénommée « Grenier du Siècle » a été menée : du 1er octobre au 31 décembre 1999, toute personne qui le désirait pouvait déposer un objet personnel représentatif de son existence. Les 16 000 objets déposés ont été répertoriés, conditionnés et installés dans un lieu créé à cet effet, une double paroi translucide conçue par l’artiste plasticien Patrick Raynaud dans un mur du grenier de l’usine LU. Ce témoignage aux générations suivantes sera révélé le 1er janvier 2100 (soit 100 ans après la fin de l’opération de collecte), à 17 heures précisément.
Le Lieu unique est aujourd’hui internationalement reconnu pour son esprit de curiosité dans les différents domaines de l’art : arts plastiques, théâtre, danse, cirque, musique, mais aussi littérature, philosophie, architecture et cultures numériques. Chaque année, le centre de culture contemporaine propose plus de 100 spectacles ainsi que plusieurs expositions et des résidences d’artistes plasticiens. Des temps forts (festivals, grands débats, etc.) et un volet de conférences et débats appelé "labo utile" (société, architecture, cinéma documentaire, philosophie…) rythment la saison.
Quelques-uns des festivals proposés au lieu unique depuis sa création : Le livre et l’art (2000 – 2007), Festival I.D.E.A.L. (2003-2008), Les Rencontres de Sophie (depuis 2000), Les Géopolitiques de Nantes (depuis 2013), Assis ! Debout ! Couché ! (2013 à 2015) ; Atlantide les mots du monde à Nantes – Festival des littératures (depuis 2013), Question(s) d'Éthique (depuis 2016), Festival Variations, musiques pour pianos et claviers (depuis 2017)… 
Quelques expositions : L’Art biotech (2003) ; La Belle peinture est derrière nous (2013) ; Simone et Lucien Kroll – Une architecture habitée (2013) ; Ryoji Ikeda – Supersymmetry (2014), Théâtres en Utopie (2014) ; Tout ce qui se fait sous le soleil : collection du FMAC de Genève (2015); Pierre Giner - Ultima (2015) ; Guy Brunet réalisateur : Le studio Paravision (2016), Léviathan et ses Fantômes - Véréna Paravel et Lucien Castaing-Taylor (2016); Le vide et la lumière - Evelina Domnitch et Dmitry Gelfand (2016); Megastructures (2017);  H. R. Giger, seul avec la Nuit (2017) ; Komorebi – Une exposition d’art brut japonais (2017) ; Mangasia – Merveilles de la bande dessinée d’Asie (2018) ; Tomorrows, fictions pour l’avenir méditerranéen (2019); Richard Mosse - Incoming (2019); Sens Fiction (2021); Félicie d'Estienne d'Orves - Soleils martiens (2021); L'oeil du cyclone - Taiwan, création contemporain (2022); Jacques Perconte - Marée Métal (2023); Un monde à guérir (2023)…  
Et quelques spectacles, parmi ceux qui ont fait halte au lieu unique dans les 5 dernières années : Christian Rizzo - D’après une histoire vraie (2014) ; Maguy Marin - BIT (2015) ; Arvo Pärt par le Chœur Philharmonique de Chambre d’Estonie (2014) ; Kronos Quartet (2015) ; Evelin Seppar & Macadam Ensemble (2014) ; Julien Gosselin - Les Particules élémentaires (2014) ; Robert Lepage - 887 (2015) ; Phia Ménard - Belle d’hier (2015) ; Ene-Liis Semper et Tiit Ojasoo – N0 99 (2014) ; Christiane Jatahy - Julia (2015) ; DV8 Physical Theatre - John (2015) ; Kraftwerk 3D (2015) ; Mulatu Astatke (2016) ; Martin Zimmerman - Hallo (2013) ; Christoph Marthaler - Das Weisse vom Ei (Une île flottante) (2015) ; Les Ballets C de la B - Alain Platel - Nicht schlafen (2017) ; Christophe (2016) ; Tindersticks - Minute bodies (2017) ; Michel Legrand (2017) ; Thomas Ostermeier - La Mouette (2016) ; Tiago Rodrigues - Bovary (2017) ; Amir Reza Koohestani - Hearing (2017) ; Robyn Orlin - And So You See… (2017) ; Boris Charmatz - Manger (2018) ; Olivia Grandville - À l’Ouest (2018) ; Einstürzende Neubauten (2017) ; Nils Frahm (2018) ; Kaija Saariaho & Camilla Hoitenga (2018) ; Ryuichi Sakamoto (2018) ; Toshiki Okada - Time’s Journey Through a Room (2017) ; Sara Llorca – Les Bacchantes (2017) ; Martine Pisani – Sans (2018) ; Claude Régy - Rêve et Folie (2018) ; Anne Teresa de Keersmaeker - A Love Supreme (2018) ; Ruth Childs - 4 pièces de Lucinda Childs (2019) ; Gisèle Vienne - Crowd (2019) ; Cecile McLorin Salvant (2019) ; Philip Glass (2019) ; Terry Riley & Gyan Riley (2019) ; Dead Can Dance (2019) ; Miet Warlop - Mystery Magnet (2019) ; Kae Tempest (2022); Cyril Teste - "La Mouette" (2022) ; Abdullah Ibrahim (2023) ; Loïc Touzé - "Cabaret brouillon" (2023) ; Emma Dante - "Misericordia (2023)…

## Le bâtiment

### Situation dans le quartier
Le bâtiment est entouré par le quai Ferdinand-Favre à l'est, le quai Malakoff au nord, l'avenue Carnot et le pont de la Rotonde à l'ouest, et la rue de la Biscuiterie au sud. La façade ouest donnant sur l'avenue Carnot, un axe important de circulation (automobile et Busway), est aveugle. Le côté sud, donnant sur la rue de la Biscuiterie possède une entrée de service, mais elle est surtout connue car le mur intègre le « Grenier du Siècle ».
Les entrées du Lieu unique se trouvent sur les quais Ferdinand-Favre et Malakoff ; le quai Ferdinand-Favre devenu piétonnier, forme une sorte de terrasse avec des platanes âgés donnant sur le canal Saint-Félix.

### La tour
À la fin des années 1990, la tour a été remise dans son état d'origine par l'architecte Jean-Marie Lépinay. Haute de 38 mètres, elle est coiffée d'une lanterne identique à celle présentée par le pavillon LU à l'exposition universelle de 1900 et d'une flèche de métal. Le dôme est composé de six fenêtres en forme de chaînettes inversées, surmontées d'aigles sculptées. Le corps est décoré d'une Renommée, ange brandissant une trompette et entouré de six des signes du zodiaque. Au sommet d'un escalier de 130 marches, la tour offre une vue imprenable sur la ville.
La tour est de nouveau ouverte au public en 2022, après plusieurs années de travaux.

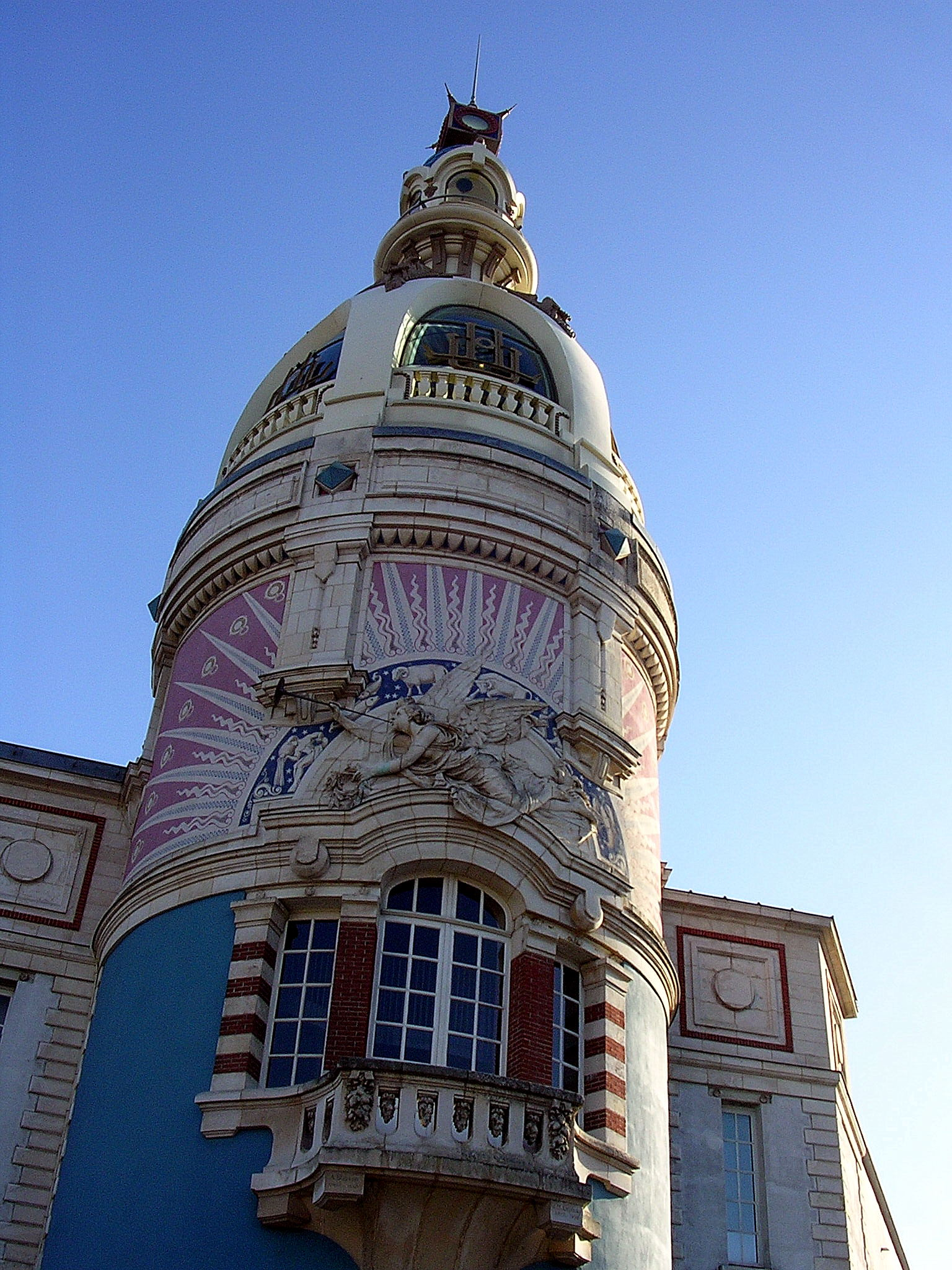
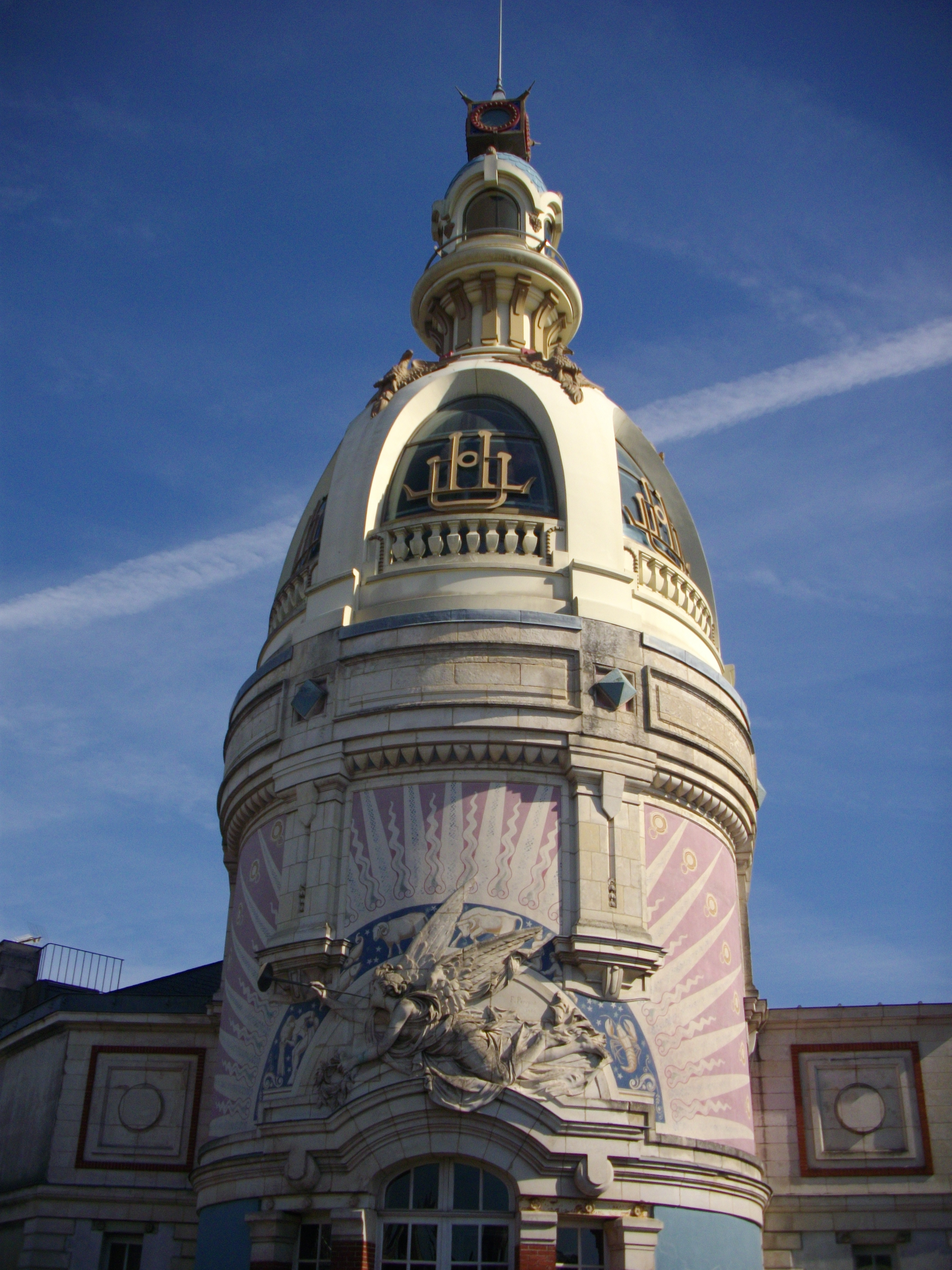
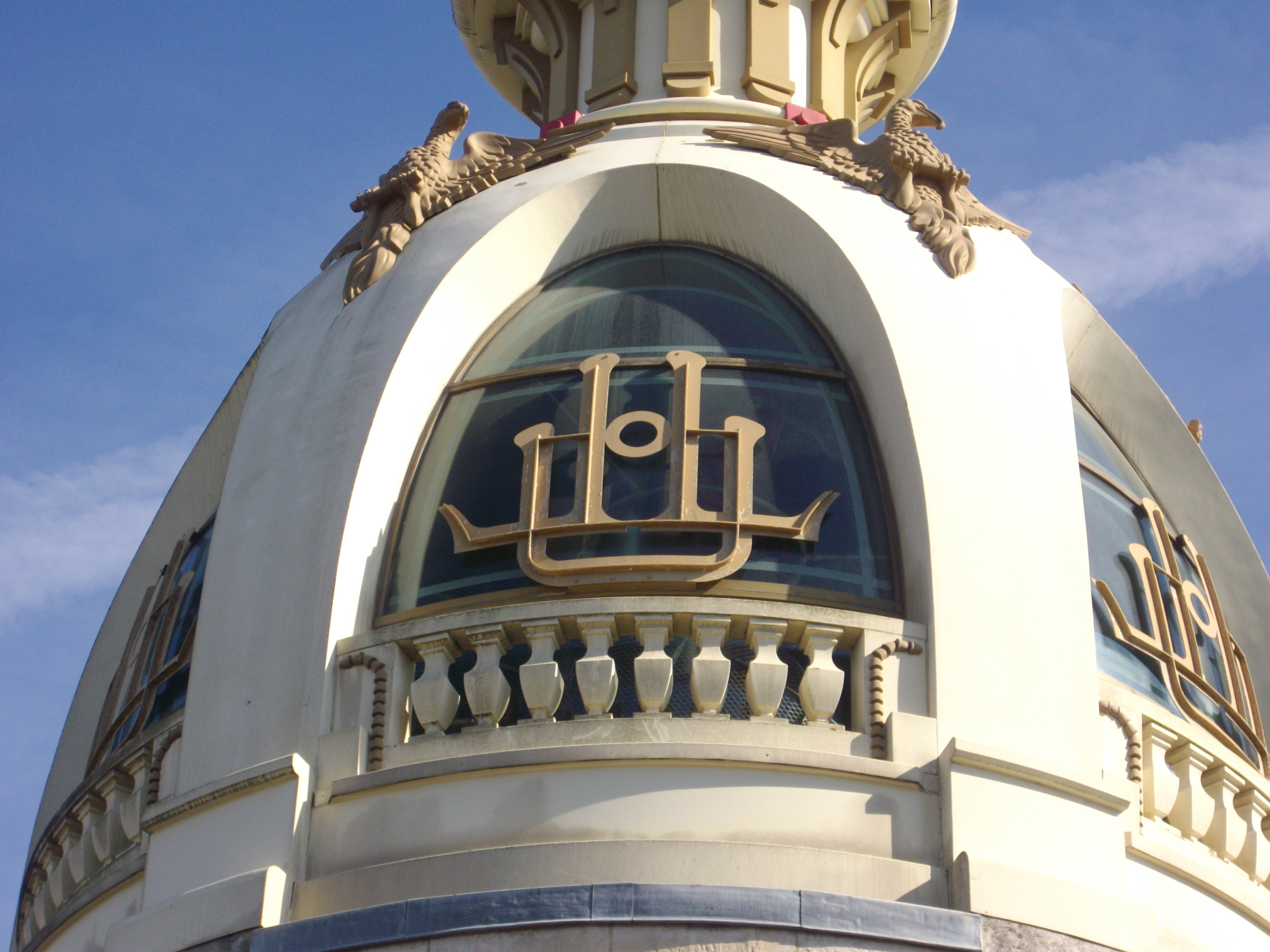
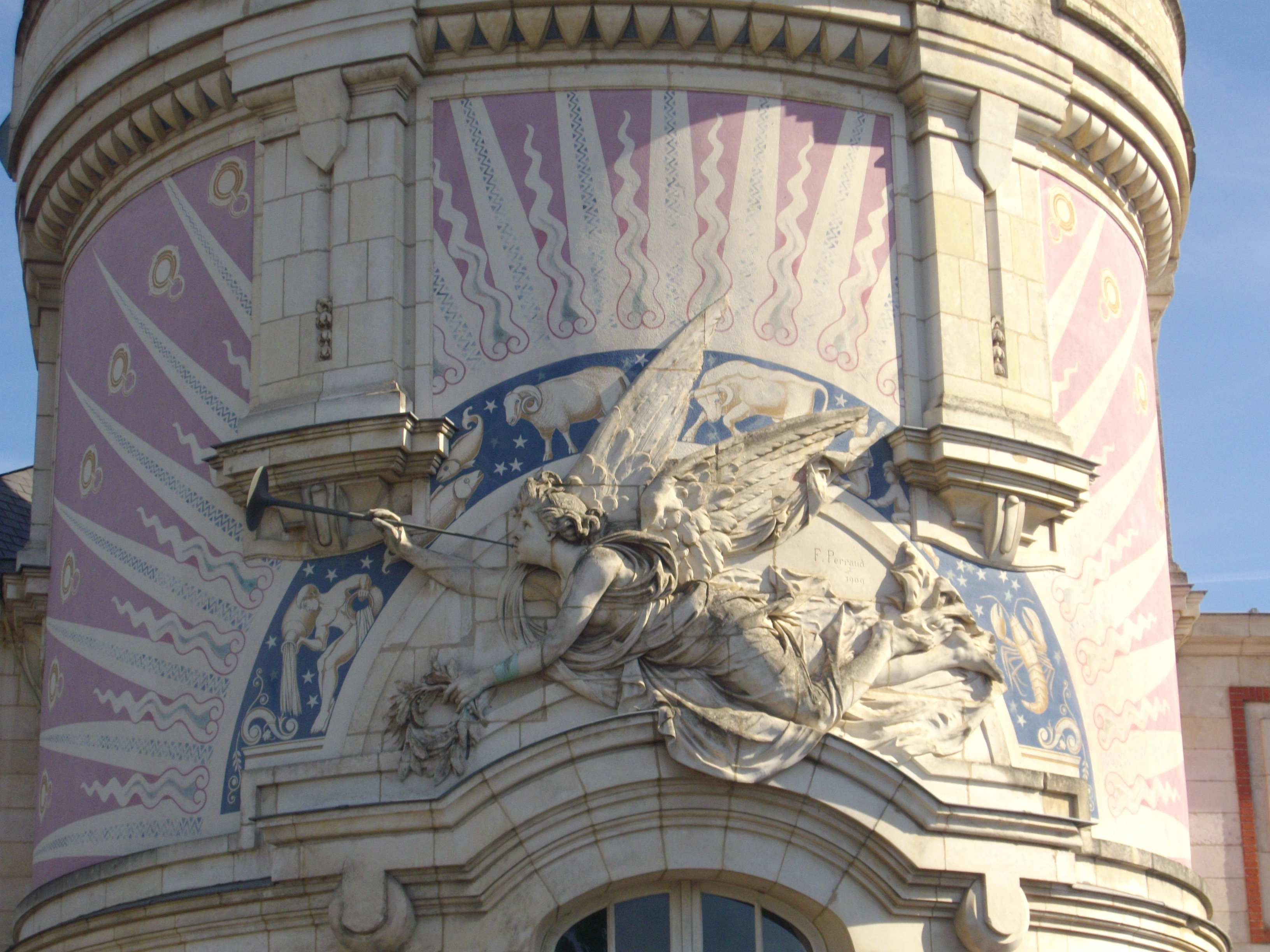
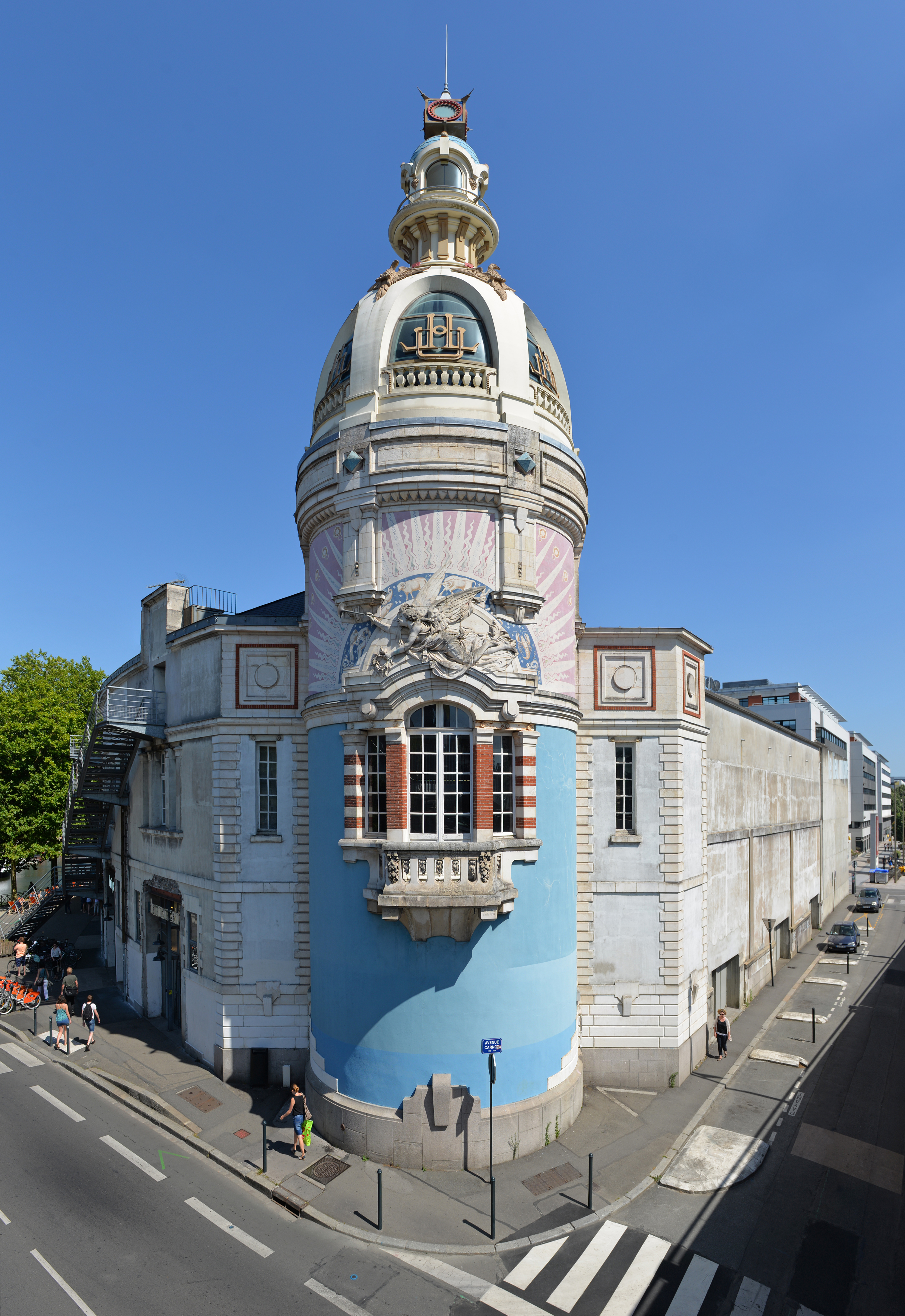
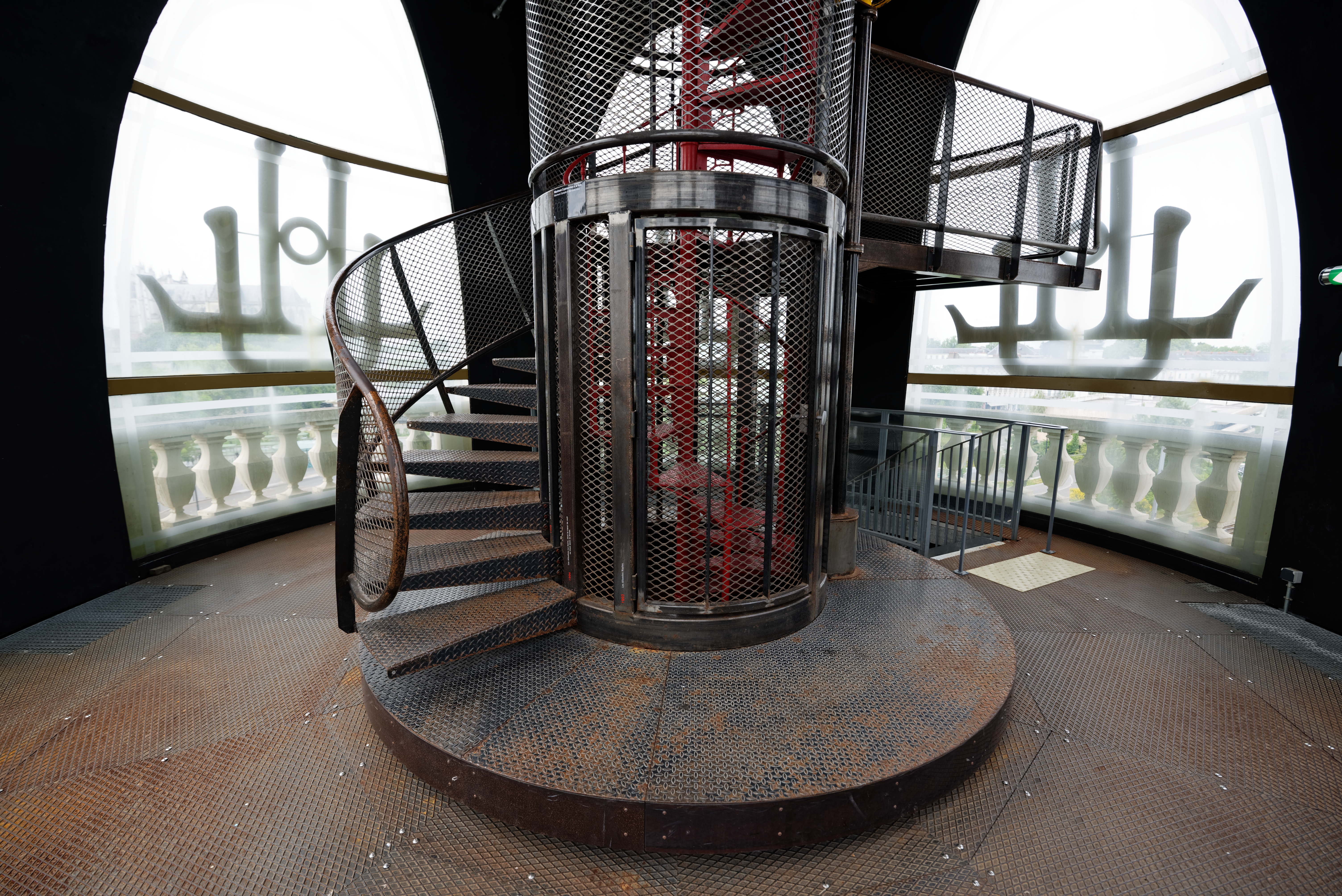

### L'ancien hammam
Jusqu'à fin 2024, le Lieu Unique abritait également un vaste hammam de 650 m2, au sein d'une architecture mêlant passé industriel aux zelliges des riyads (palais). Respectant la tradition orientale, il comprenait des salles de sudation de différentes températures, des espaces de soin et de détente. Le hammam proposait l'entrée libre et une gamme de soins : rituels, massages, épilations.
Le promoteur privé était Zeïn, une enseigne de lieux haut de gamme consacrés au bien-être. Zein a déjà à son actif, à Lille, la transformation d'une ancienne filature de lin en hammam traditionnel. À Nantes, l'entreprise avait pris seule en charge les 850 000 euros du projet.
Dix-huit ans après son ouverture, le hammam a fermé ses portes le 31 décembre 2024. L'annonce abrupte a pris au dépourvu les employés, qui doivent informer les clients abonnés pour 2025.
Le Lieu Unique n'a pas encore décidé de l'avenir de cet espace, mais il devrait toujours être consacré au bien-être des Nantais.

## Photos des espaces

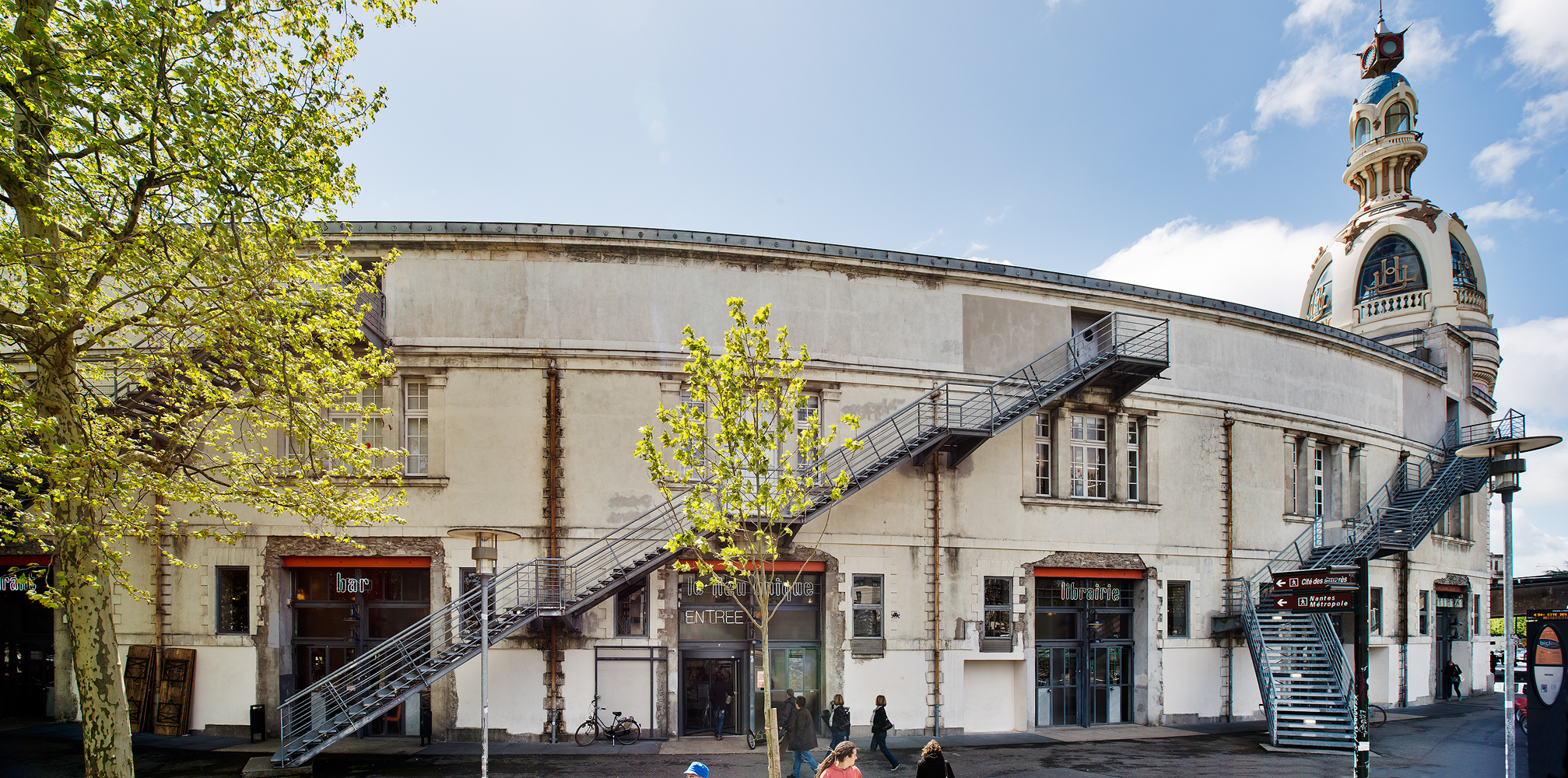
La façade du lieu unique, entrée publique.
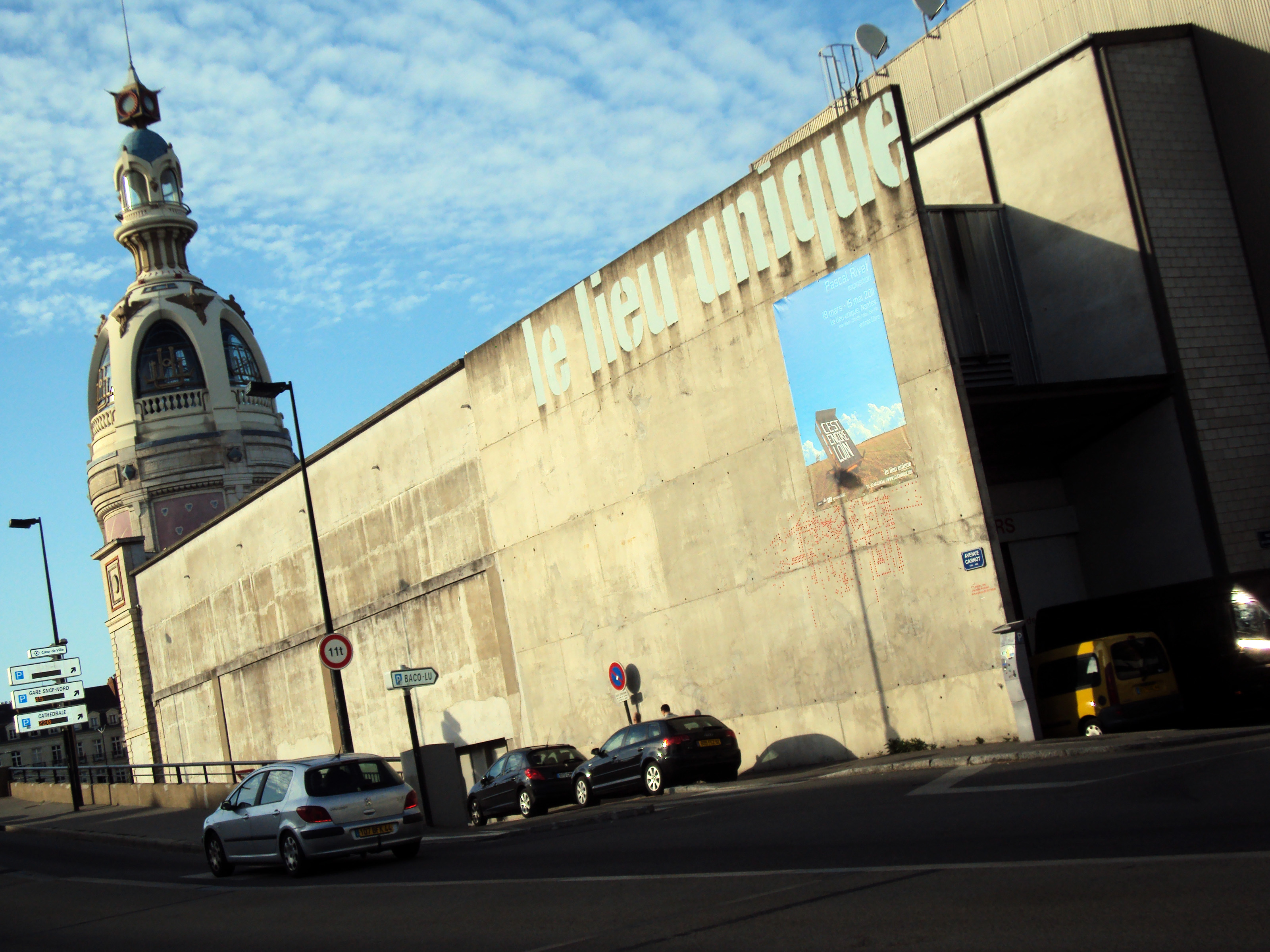
La façade du lieu unique côté pont de la Rotonde.
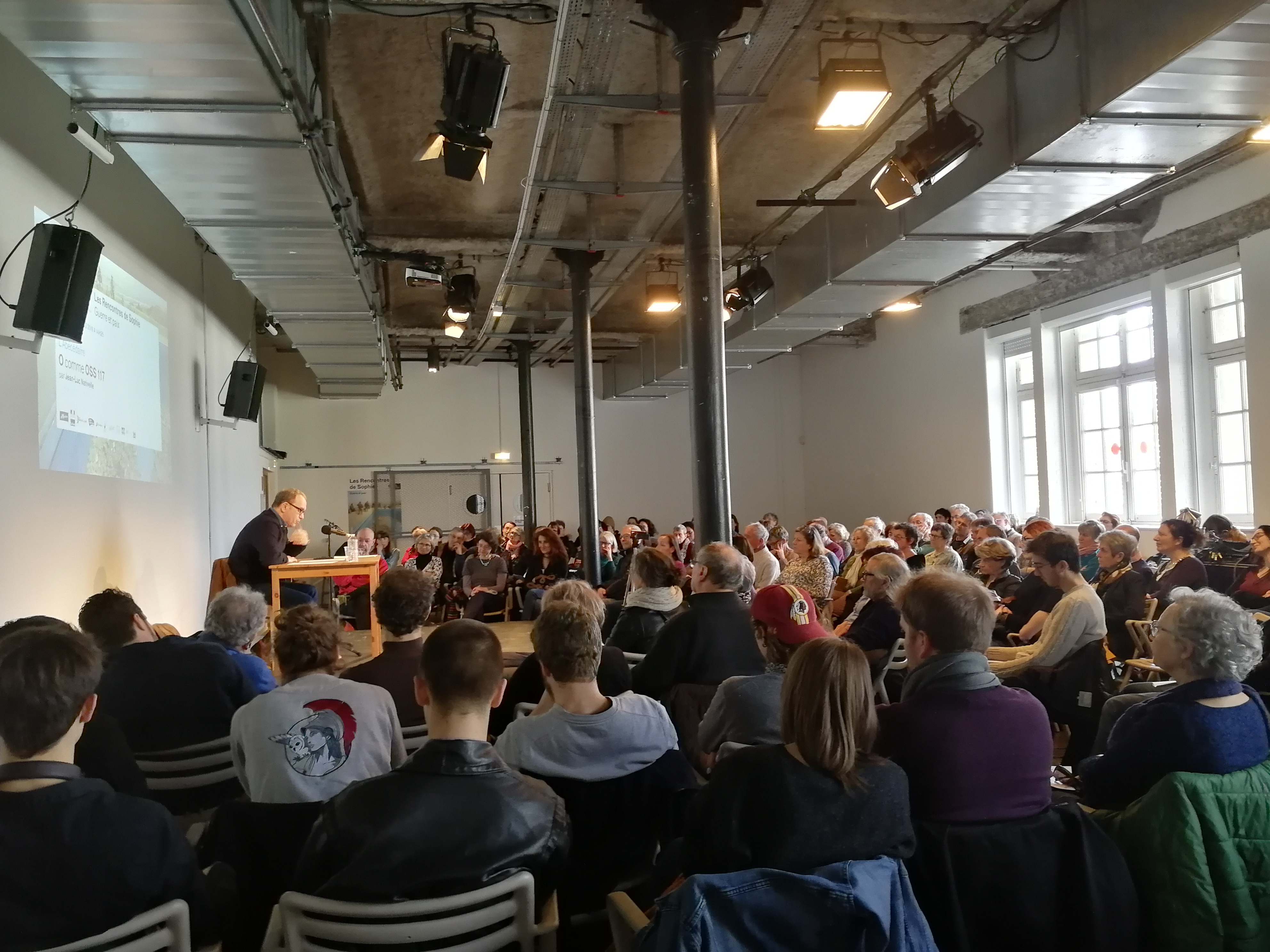
L'Atelier 1, salle de spectacles, conférences, performances ou expositions au 1er étage (Les rencontres de Sophie 2019).